# Milčo Mančevski
Milčo Mančevski (Macedonisch: Милчо Манчевски) (Skopje, 18 oktober 1959) is een Macedonisch filmregisseur.
Milčo Mančevski studeerde eerst aan de universiteit van Skopje en vervolgens film en fotografie aan de Southern Illinois University in de Verenigde Staten. Na werkzaamheden als cameraman in de reclamesector regisseerde hij verschillende muziekvideo's. Hij verwierf bekendheid in het buitenland met zijn eerste lange speelfilm Pred doždot, waarmee hij in 1994 de Gouden Leeuw won op het filmfestival van Venetië.

## Filmografie
- Bikini Moon (2017)
- Mothers (2010)
- Shadows (2007)
- Dust (2001)
- Before the Rain (1994)

## Korte Films
- The End of Time (2017)
- Thursday (2013)
- Buddies: Race – Skopsko for Us (2015)
- Buddies: Filip – Skopsko for Us (2015)
- Buddies: Green Car – Skopsko for Us (2015)
- Macedonia Timeless: Mountains (2008)
- Macedonia Timeless: Temples (2008)
- Macedonia Timeless: Archaeology (2008)